# عائلة بوتو
عائلة بوتو (بالسندية: ڀُٽو)‏ هي عائلة سياسية بارزة ومن بين أقوى العائلات في باكستان تعيش في مقاطعة السند. لعبت عائلة بوتو دورًا بارزًا في السياسة والحكومة الباكستانية. تولت الأسرة قيادة حزب الشعب الباكستاني منذ إنشائه في عام 1967. عائلة بوتو هم سنديون راجبوت الأصل، استقرت بوتو في إقليم السند منذ أكثر من قرن.
وصل اثنان من عائلة بوتو للحكم وهما: ذو الفقار وبينظير بوتو، في حين عمل آصف علي زرداري زوج بينظير كرئيس لباكستان من 2008 إلى 2013.

## معرض الصور

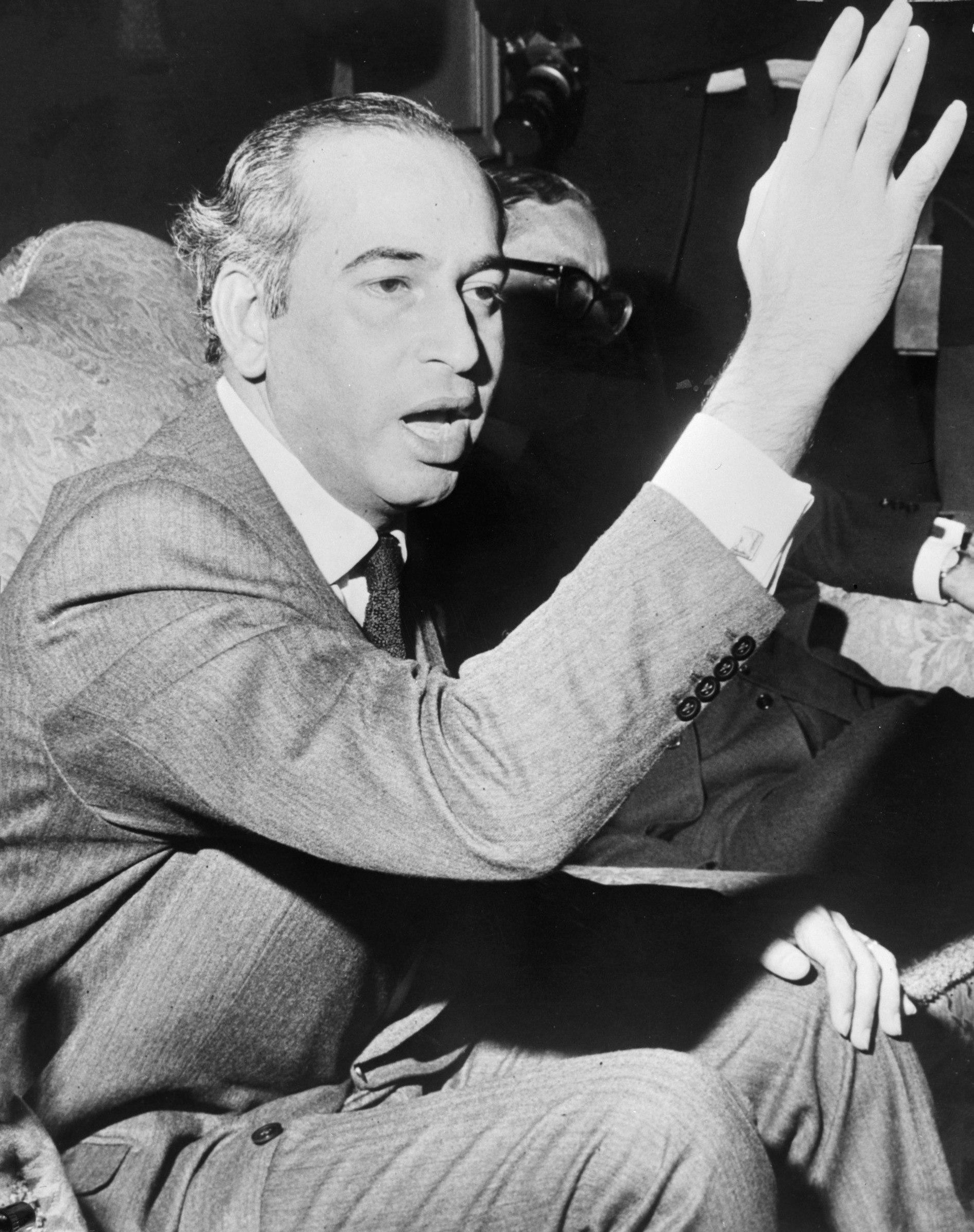
ذو الفقار علي بوتو
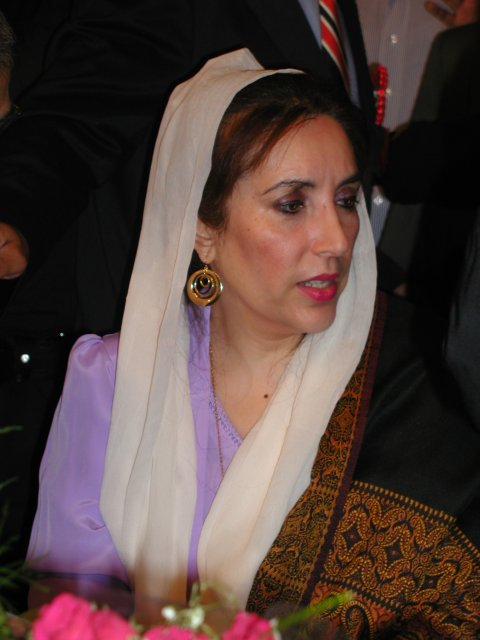
بينظير بوتو
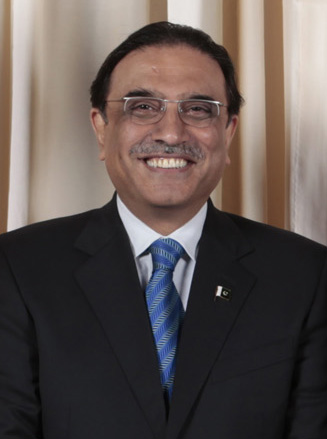
آصف علي زرداري (زوج بينظير)
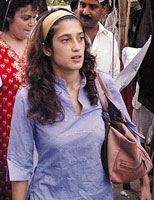
فاطمة بوتو
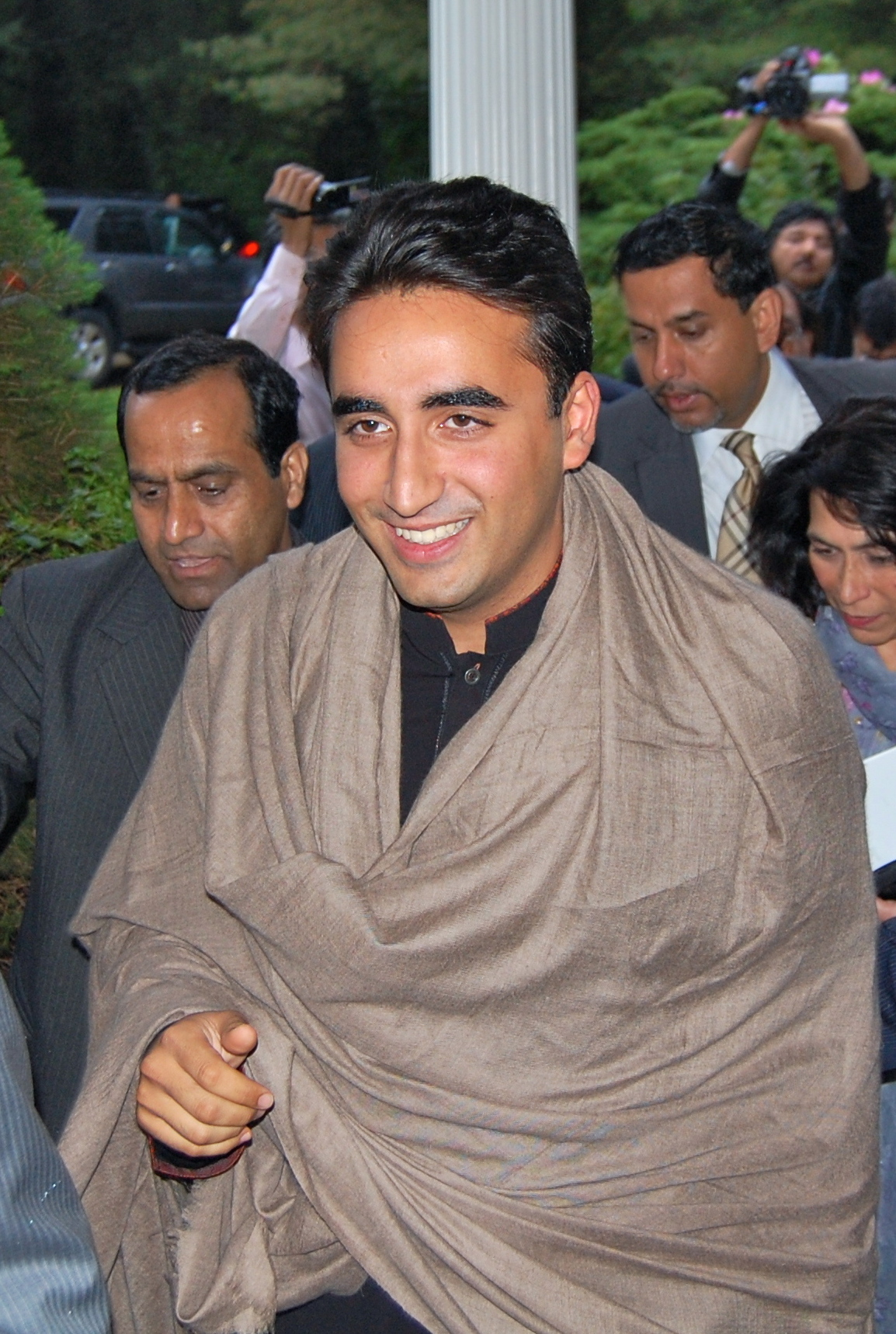
بيلاوال بوتو زارداري